# 여자의 남자
《여자의 남자》(女子의 男子)는 1993년 11월 8일부터 1993년 12월 28일까지 방영된 문화방송 월화 미니시리즈이다.

## 줄거리
대통령의 외동딸인 은영은 재벌 후계자이자 국회의원인 영민과 정략 결혼했지만 결혼 생활이 원만하지가 않다. 방송국 구성작가인 찬우는 6년 전에 헤어졌던 첫사랑 은영의 전화를 받게 된다. 권력과 부를 거부한 은영과 평범한 방송작가 찬우와의 순수한 사랑을 그린 드라마이다.

## 등장 인물

### 주요 인물
- 정보석 : 강찬우 역
- 김혜수 : 김은영 역
- 김주승 : 한영민 역

### 그 외 인물
- 김인태 : 한 회장 역. 영민의 아버지
- 박정수 : 은영의 어머니 역
- 조재현 : 영수 역. 찬우의 친구
- 김소이 : 미라 역
- 천호진
- 김경희
- 박병훈
- 박동현
- 최경아
- 서평석
- 안종환
- 유정렬
- 안주은
- 이진
- 오경화
- 최문경
- 김영인 : 경호실 요원 역
- 박동현

### 특별출연
- 강신성일 : 김태한 대통령 역

## 참고 사항
- 소설가 김한길의 원작소설을 극화하였으며[1], 그 동안 금기시되던 대통령일가를 소재로 삼았다는 점에서 화제를 불러일으켰던 작품이다.
- 김혜수가 맡았던 김은영 역은 당초 배종옥, 옥소리, 최명길 등이 물망에 올랐으나 이들 중 나이가 가장 어린 김혜수가 변신 가능성이 다른 배우들에 비해 높다는 연출자의 판단에 따라 김혜수가 낙점되었다.[2]
- 강찬우 역은 정보석 뿐 아니라 변영훈, 시인 장석남 등이 물망에 올랐었다.[2]
- MBC 미니시리즈 중 MBC 프로덕션이 아닌 다른 회사에서 외주제작한 것은 1992년 <두 여자>, 1993년 <파일럿> 이후 세 번째였다.
- 김혜수를 전작 <파일럿>에 이어 또다시 여주인공으로 투입시켜 비난을 받았다.